# Alice Aycock
Alice Aycock (* 20. November 1946 in Harrisburg, Pennsylvania) ist eine US-amerikanische Bildhauerin und Installationskünstlerin.

## Leben und Wirken

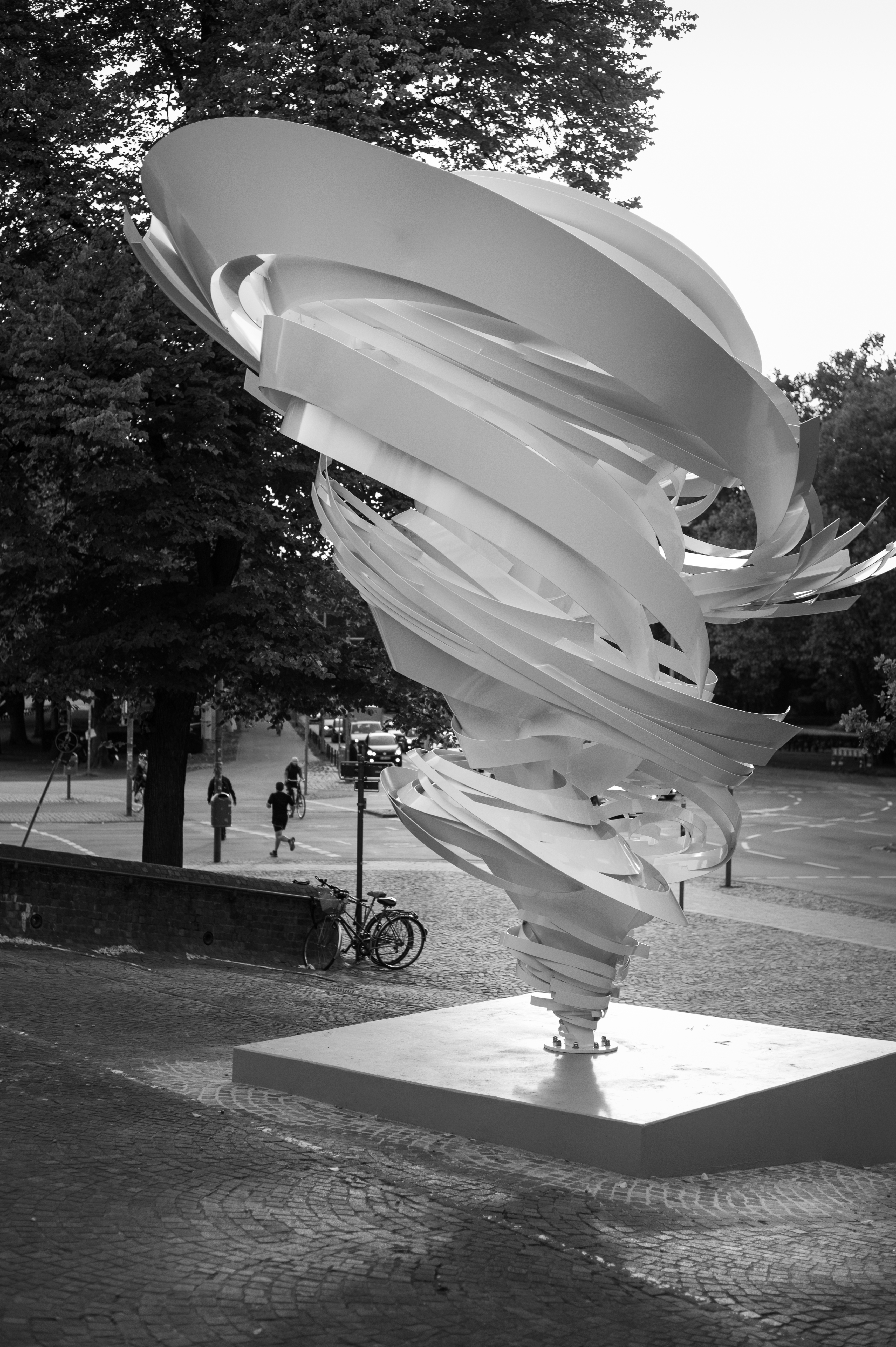
Another Twister (João) vor dem Sprengel Museum Hannover

Alice Aycock studierte am Douglass College der Rutgers University und schloss 1968 als Bachelor of Arts ab. Anschließend studierte sie in New York am Hunter College unter anderem bei Robert Morris und erlangte dort 1971 den Master of Arts.
Ihre künstlerische Arbeit begann sie in den 1970er Jahren vor allem mit Plastiken aus Holz und Stein, seit den 1980er Jahren verwendet sie auch Stahl. Ihre Werke wurden in Museen der USA wie dem Museum of Modern Art, dem San Francisco Art Institute, dem Whitney Museum of American Art und dem Museum of Contemporary Art ausgestellt. Darüber hinaus stellte sie in Japan und Israel sowie in europäischen Ländern wie Deutschland, Österreich, der Schweiz, den Niederlanden, Frankreich und Italien aus. Arbeiten von ihr befinden sich im Kunsthaus Bregenz und in der Sammlung der Emanuel Hoffmann-Stiftung im Schaulager Basel. 1983 kuratierte der Württembergische Kunstverein Stuttgart eine Ausstellung ihrer Werke in mehreren europäischen Ländern.
Zu ihren neueren Projekten, deren Installationen 2007 abgeschlossen wurden, gehören Ghost Ballet for the Eastbank Machineworks in Nashville, Tennessee, The Uncertainty of Ground State Fluctuations in Clayton, Missouri und Strange Attractor for Kansas City auf dem Kansas City International Airport. Vor dem Sprengel Museum Hannover wurde 2015 ihre Skulptur Another Twister (João) aufgestellt.
Alice Aycock lehrt an der School of Visual Arts. Sie wurde 2013 zum Mitglied der National Academy New York gewählt.
Alice Aycock war seit 1982 mit dem Installationskünstler Dennis Oppenheim bis zu dessen Tod 2011 verheiratet. Sie lebt und arbeitet in New York.

## Über ihre Werke
„‚Gefühle der Schwerelosigkeit‘ will die amerikanische Bildhauerin mit ihren begehbaren Phantasiearchitekturen und maschinenartigen Metallplastiken vermitteln. Die oft in freier Natur errichteten Skulpturen sind für sie Symbole persönlicher Erfahrungen.“

## Ausstellungen
- 1975: Biennale von Paris[11]
- 1977: documenta 6, Kassel
- 1977/1978: Installationen im Museum of Modern Art, New York
- 1979: Installationen im San Francisco Art Institute
- 1983: Installationen im Museum of Contemporary Art, Chicago
- 1987: documenta 8, Kassel
- 2006: Pictures of Words – The Use of Text in Art, Polk Museum of Art, Lakeland
- 2007: 25 Jahre – 25 Werke, Skulpturenmuseum Glaskasten Marl
- 2008: Decoys, Complexes, and Triggers, SculptureCenter, Long Island[12]
- 2008: Paper Trail II: Passing Through Clouds, Rose Art Museum, Waltham
- 2008: Cycling Apparati, Solway Jones Gallery, Los Angeles[13]
- 2009: Sites, Whitney Museum, New York[14]
- 2009: Learn to read Art: A History of Printed Matter (1976–2009), Badischer Kunstverein, Karlsruhe[15]
- 2013: Alice Aycock Drawings: Some Stories Are Worth Repeating, Parrish Art Museum, Long Island
- 2019: Alice Aycock im Sprengel Museum Hannover[16]